# SN 1974I
SN 1974I – supernowa odkryta 15 lipca 1974 roku w galaktyce A173130+4323. W momencie odkrycia miała maksymalną jasność 18,00m.